# Cardamine rostrata
Cardamine rostrata är en korsblommig växtart som beskrevs av August Heinrich Rudolf Grisebach. Cardamine rostrata ingår i släktet bräsmor, och familjen korsblommiga växter. Inga underarter finns listade i Catalogue of Life.